# Vickers MBT
Vickers Main Battle Tank je hlavní bojový tank vyvinutý v 60. letech 20. století britskou zbrojovkou Vickers. Sériově byly vyráběny varianty Mk.1 a Mk.3, jejichž uživateli se staly Indie, Keňa, Kuvajt a Nigérie. Modernizované verze Mk.4 a Mk.7 z 80. let již kupce nenašly.

## Historie
Vývoj hlavního bojového tanku Vickers MBT byl soukromou iniciativou britské zbrojovky Vickers. Cílem bylo získat jednoduchý, levný, ale účinný tank pro export. Vickers MBT konstrukčně vycházel z tanku Centurion, doplněného o komponenty modernějšího typu Chieftain. Roku 1960 byly postaveny dva prototypy Vickers MBT Mark 1. Indie roku 1961 objednala licenční výrobu tanku Vickers MBT Mk.1 pod označením Vijayanta. Roku 1968 objednal tanky Vickers MBT Mk.1 také Kuvajt. Instalací dvou protitankových řízených střel Swingfire vznikl prototyp sériově nevyráběné varianty Vickers MBT Mark 2.
V polovině 70. let byla pro export vyvinuta dále modernizovaná verze Vickers MBT Mark 3. Lišila se především instalací nové dělové věže, vylepšeným systémem řízení palby a silnějším motorem. Tyto tanky objednala roku 1977 Keňa (80 ks) a později ještě Nigérie (70 ks). Poslední byly dodány roku 1995.
Roku 1979 byl dokončen prototyp tanku Valiant (původně označen Vickers MBT Mark 4), zamýšleného jako konkurent francouzského typu AMX-32 a italského OF-40. Stroj byl vybaven moderním vrstveným pancířem Chobham a ocelovou univerzální věží, do které mohly být instalovány různé typy kanónů (britský 120mm kanón L11A5, německý Rheinmetall L44, nebo francouzský GIAT CN-120 F1). Typ nenašel kupce.
Poslední generace Vickers MBT Mark 7 neměla nic společného s předcházejícími verzemi Mk.1 a Mk.3. Společnost Vickers jej vyvinula jako náhradu britského tanku Challenger 1. Když britská armáda typ neobjednala, neúspěšně jej nabízela pro export. Verze Mk.7 kombinovala upravenou univerzální dělovou věž tanku Valiant (Mk.4) se 120mm kanónem L11 a podvozek německého tanku Leopard 2. Podobná věž byla později využita u brazilského tanku EE-T1 Osório.

## Konstrukce (Vijayanta)
Tank měl čtyřčlennou posádku (řidič, velitel, střelec a nabíječ). Podvozek tanku měl na každém boku šest pojezdových kol, hnací kolo, napínací kolo a tři nosné kladky. Korba byla vyráběna svařováním z homogenní oceli silné až 80 mm. Tank byl vyzbrojen britským 105mm kanónem L7 (později modernějším L7A2) s drážkovaným vývrtem hlavně a zásobou 44 nábojů. Sekundární výzbroj tvořily dva 12,7mm kulomety a jeden 7,62mm kulomet. Poháněl jej dieselový motor Leyland L-60 o výkonu 399 kW.

## Varianty

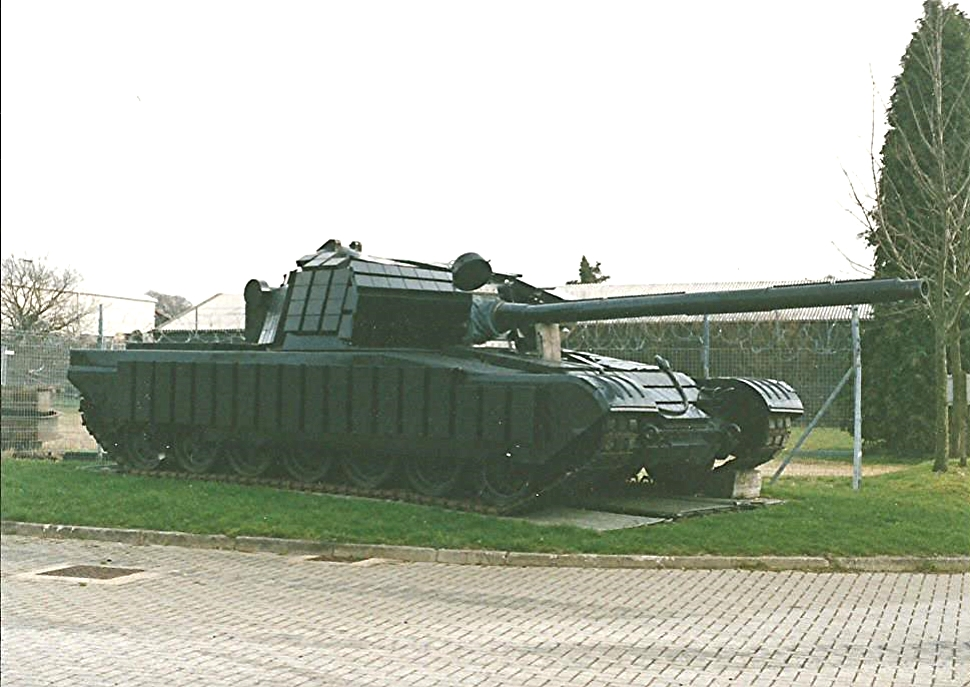
Prototyp tanku Vickers MBT Mk.7

- Vickers MBT Mark 1 – Základní verze prodaná do Indie a Kuvajtu.
- Vickers MBT Mark 2 – Jeden prototyp nesoucí na každé straně věže po jedné protitankové řízené střele Swingfire.
- Vickers MBT Mark 3 – Nová dělová věž se 105mm kanónem L7A1, zesílené pancéřování, vylepšený systém řízení palby, silnější turbodiesel Detroit Diesel 12V-71T o výkonu 720 hp. Prodána do Keni a Nigérie.
- Valiant (Vickers MBT Mark 4) – Vybaven účinnějším vrstveným pancířem Chobham. Nesl univerzální věž se 120mm kanónem L11A5, systém řízení palby Marconi Centaur. Poháněl jej turbodiesel Rolls-Royce CV12 TCA o výkonu 915 hp. Jeden prototyp.
- Vickers MBT Mark 7 – Roku 1985 dokončen prototyp kombinující podvozek tanku Leopard 2 a vylepšenou věž tanku Mk.4 Valiant se 120mm kanónem. Jeden prototyp.

## Uživatelé

### Indie

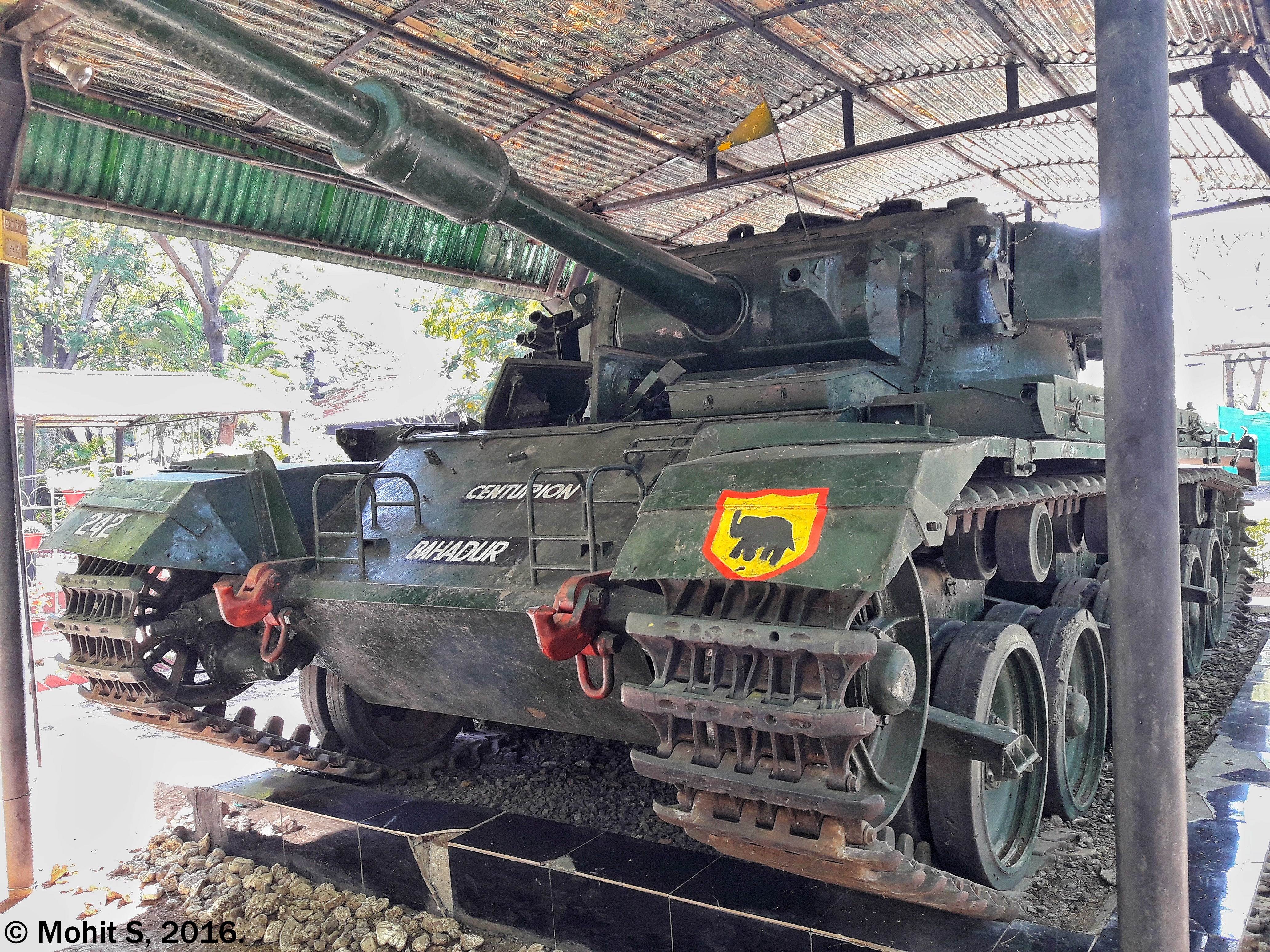
Vijayanta

Pro indickou armádou bylo v letech 1964–1986 vyrobeno 2200 tanků Vijayanta, které byly licenční verzí typu Vickers MBT Mk.1. Tank byl bojově nasazen roku 1971 v Indicko-pákistánské válce a roku 1984 v operaci Blue Star, obsazení sikhské svatyně Hari Mandir Sáhib v Amritsaru. Ze služby byl vyřazován v letech 2000–2007.

### Kuvajt
Roku 1968 zakoupil tanky Vickers MBT Mk.1.

### Keňa
Roku 1977 zakoupila 80 tanků Vickers MBT Mk.3. Dle serveru Defence Web keňská armáda k roku 2013 stále provozovala 78 tanků Mk.3.

### Nigérie
Dle serveru Globalsecurity.org Země zakoupila 70 tanků Vickers MBT Mk.3.